# Großsteingräber bei Tramstow
Die Großsteingräber bei Tramstow waren mehrere megalithische Grabanlagen unbekannten Typs der jungsteinzeitlichen Trichterbecherkultur bei Tramstow, einem Ortsteil von Postlow im Landkreis Vorpommern-Greifswald (Mecklenburg-Vorpommern). Sie wurden vermutlich im 19. oder frühen 20. Jahrhundert zerstört. Ihre Existenz ist nur durch die Signatur „Hünengräber“ auf einem Messtischblatt überliefert. An der entsprechenden Stelle sind südöstlich von Tramstow und nördlich der Bundesstraße 199 sechs Hügel verzeichnet. An anderen Stellen in der Umgebung von Tramstow sind weitere Hügel verzeichnet, die aber nicht beschriftet sind, sodass unklar ist, ob es sich um weitere Großsteingräber, Grabhügel oder natürliche Erhebungen handelt.